# Phyllanthus mocotensis
Phyllanthus mocotensis är en emblikaväxtart som beskrevs av Grady Linder Webster. Phyllanthus mocotensis ingår i släktet Phyllanthus och familjen emblikaväxter. Inga underarter finns listade i Catalogue of Life.